# 유통 (건시)
유통(劉通, ? ~ ?)은 전한 말기의 황족이자 관료이다.

## 생애
건시 3년(기원전 30년), 종정에 임명되었다.

## 출전
- 반고, 《한서》 권19하 백관공경표(百官公卿表) 下

| 전임 유경기 | 전한의 종정 기원전 30년 ~ 기원전 28년? | 후임 유순 |